# Pterhemia interlineata
Pterhemia interlineata là một loài bướm đêm trong họ Erebidae.